# Cân ô tô
Cân ô tô là tên viết tắt của một loại trạm cân điện tử. Với mục đích chính của nó là chuyên dùng cho việc cân xác định khối lượng các loại xe ô tô, xe tải chở hàng, từ đó người ta có thể xác định được khối lượng xe, khối lượng hàng hóa. Cân ô tô được chia ra làm nhiều loại khác nhau; trạm cân lắp đặt cố định và cân ô tô di động. Chúng có thể xác định khối lượng các loại xe chở hàng hóa lên tới hàng trăm tấn cho một lần cân.

Trạm cân ô tô điện tử cố định gồm có nhiều thành phần cấu thành lên, trong đó có; nhà cân, móng cân, cầu cân. Với mỗi bộ phận này sẽ có chức năng làm việc riêng.

### Phân loại mức trọng tải cân.
Cân được phân ra làm rất nhiều loại trạm với mức trọng tải khác nhau, trong đó sẽ có các loại trạm cân có mức trọng tải phổ biến từ 20 tấn đến 150 tấn. Và chúng sẽ là tên gọi cho các trạm nà; trạm cân ô tô 20 tấn, cân ô tô 40 tấn, cân ô tô 60 tấn, cân ô tô 80 tấn, cân ô tô 100 tấn, cân ô tô 120 tấn, cân ô tô 150 tấn. Đây là tên gọi chung cho các loại trạm cân điện tử cố định.

### Phân loại kích thước cân
Trên thế giới phổ biến có hai loại trạm cân với kích thước 12 x 3m và 18 x 3m (dài x rộng). Tại Việt Nam hiện cũng đang sử dụng chính hai loại này, và có phát triển thêm một số loại kích thước khác nữa. Đó là 6m, 8m, 10m, 16m, 21m và kích thước đặc biệt đặt riêng.
Phân loại kiểu lắp đặt
Với 2 kiểu lắp đặt chính dựa theo kiểu lắp đặt cầu cân đó là 2 kiểu cân nổi và kiểu cân chìm. Cách gọi này dựa vào hình dạng cầu cân nổi trên bề mặt không gian hay chìm so với bề mặt đất quanh đó.